# 独立記念日 (フィンランド)
フィンランドの独立記念日（フィンランドのどくりつきねんび、フィンランド語: itsenäisyyspäivä、スウェーデン語: självständighetsdagen）は、毎年12月6日に祝われるフィンランドの旗日および祝日であり、1917年にフィンランド独立宣言を発してロシア民主連邦共和国から独立したことを記念する。

## 歴史
フィンランドの独立運動は第一次世界大戦がもたらされた苦難によるロシア革命に始まる。革命によりフィンランドがロシア統治から脱する機会が到来、社会民主党と社会主義者以外の党派の間でフィンランドの権力を掌握する争いが起きた後、ペール・スヴィンフッヴド率いるフィンランド元老院は1917年12月4日にフィンランド独立宣言を発し、2日後にフィンランド議会の承認を受けた。
独立記念日は1917年に初めて祝われたが、独立初期にはフィンランドの一部地域ではフィンランド内戦において白衛軍が勝利した5月16日と比べてマイナーな祝日だった。一方で左派は議会が代表するフィンランド人民が権力を奪回したのが1917年11月15日であることから11月15日を祝った。独立宣言から1年後の1918年12月6日、知識層はその日を祝った。

## 記念行事

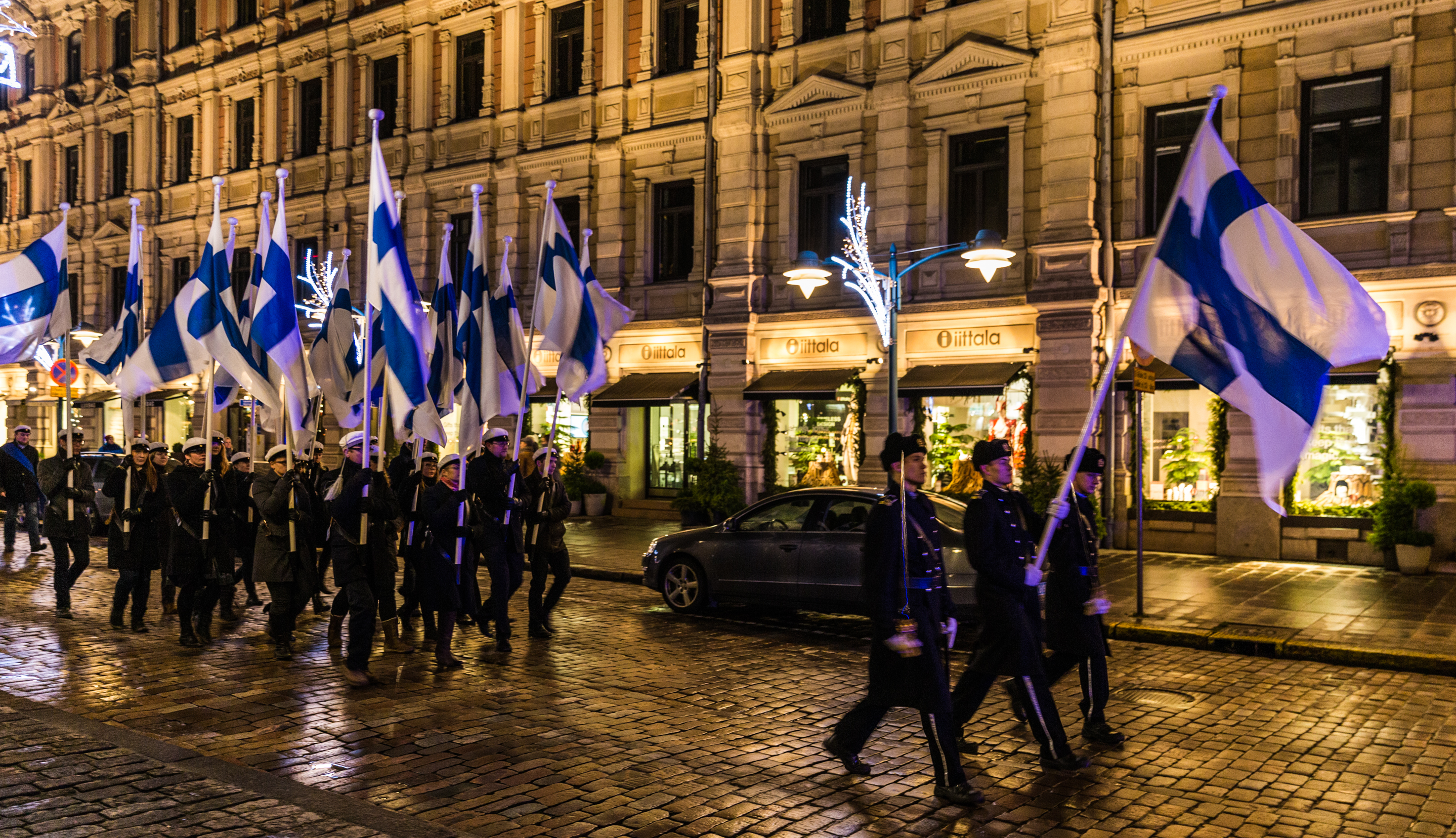
2015年の記念パレード

独立から数十年間、独立記念日は厳粛な行事であり、政府は愛国的な演説を行い、教会は特別礼拝を行った。しかし、1970年代以降はより活力ある行事となり、お店が青と白のフィンランドの国旗で窓を飾り、パン屋は青と白のアイシングでケーキを作った。現代ではロック音楽や芸人の演出も独立記念日に受け入れられるようになった。
伝統行事としては夜に家の窓それぞれに2本の蝋燭をつける、というものがあり、1920年代に始まった行事であった。しかし、それ以前でも詩人ユーハン・ルードヴィーグ・ルーネベリの誕生日（2月5日）にロシアの強圧的な統治に対する抗議として同様の行事を行っていた。都市伝説の1つには、この2本のキャンドルはスウェーデンとドイツに向かって猟兵の訓練を受けようとしたフィンランドの若者に彼らをロシアから匿うというサインだった、というものがある。

### 公的な行事
独立記念日の公的な記念行事は一般的にはヘルシンキのタハティトルニンマキ（Tähtitorninmäki）での国旗掲揚に始まる。ヘルシンキ大聖堂では礼拝が行われ、また第二次世界大戦の記念碑があるヒエタニエミ墓地への公的訪問が行われる。
フィンランド国営放送はヴァイノ・リンナの『無名戦士』を原作とする映画を放送する。1955年版が放送される場合がほとんどだったが、1997年に一回だけ1985年版が放送された。
夜には約2千人がヘルシンキの大統領宮殿に招かれて、リンナンユフラト（Linnanjuhlat、「城の舞踏会」）という非公式の名前で呼ばれる舞踏会に参加する。舞踏会は国営放送で生中継され、毎年恒例で人気のある放送である。舞踏会は1919年に初めて行われ、以降毎年行われている。
舞踏会は抗議の標的にもなり、毎年公式の舞踏会に対抗して様々な抗議や対抗番組が行われている。慈善家のヴェイッコ・フルスティは貧民に無料の食べ物を与える最も有名な抗議を行い、フルスティが2005年に亡くなった後は息子のヘイッキ・フルスティがこの伝統を引き継いでいる。
独立記念日の舞踏会の生放送のうち、人気が最も高い部分はゲスト入場のときである。ゲストには伝統的に一番乗りで入場するマンネルハイム十字章の受章者のほか、官僚、エドゥスクンタの議員、大司教、裁判官、軍部の首脳部、警察官、外交官など毎年招かれる者もいれば、大統領が自ら選ぶ芸人、活動家、スポーツ選手、その年に注目の的となった人々もいる。最後に入場するのは伝統的にフィンランドの元大統領たちとなっている
フィンランド独立宣言の90周年記念となった2007年、5ユーロの記念貨幣が作られた。